# Lauri Skyttä
Lauri Skyttä, född 12 december 1922 i Viborgs landsförsamling, död 12 april 1973 i Hyvinge, var sergeant i den finska armén, och är den yngste som hittills tilldelats Mannerheimkorset (kors nummer 68). 
Skyttä var plutonchef för HHR (Tavastlands Kavalleriregemente) och ställföreträdare för sin gruppchef. Han tilldelades Mannerheimkorset av 2 klass av överbefälhavaren 5 juli 1942, och blev överfältväbel 4 juni 1967.